# Гирш, Эдуард Алексеевич
Эдуа́рд Алексе́евич Гирш (род. 26 декабря 1973 года, Благовещенск, СССР) — российский математик, специалист по теоретической информатике.
Ведущий научный сотрудник Санкт-Петербургского отделения Математического института им. В. А. Стеклова РАН (ПОМИ РАН), доктор физико-математических наук, профессор РАН, основатель серии конференций CSR (International Computer Science Symposium in Russia), один из основателей соревнований программ-решателей задачи выполнимости (SAT competition).

## Биография
В 1990 году закончил Физико-математический лицей № 239 (Санкт-Петербург) и поступил на математико-механический факультет СПбГУ на кафедру Математического обеспечения ЭВМ, которую закончил в 1995 году.
В 1995 году поступил в аспирантуру лаборатории математической логики ПОМИ РАН. В 1998 году защитил кандидатскую диссертацию на тему «Теоретические оценки времени работы алгоритмов для задачи выполнимости булевых формул» под руководством Е. Я. Данцина.
В 2011 году защитил докторскую диссертацию на тему «Сложность пропозициональной логики».
С 1999 по настоящее время работает в ПОМИ РАН в должности ведущего научного сотрудника лаборатории математической логики.
С 2000 по 2010 год работал в СПбГУ в должности доцента кафедры информатики.
С 2008 по 2018 год работал на кафедре Математических и информационных технологий Санкт-Петербургского академического университета в должности профессора, исполнял обязанности зам. заведующего кафедрой по науке и руководил направлением подготовки магистров «Теоретическая информатика».
Входил в программные комитеты конференций ESA, CSR, WoLLIC, IWPEC, SAT, MFCS, STACS.
Являлся членом ред. коллегии журналов Journal on Satisfiability, Boolean Modeling and Computation и International Journal of Computer Mathematics.

## Научная деятельность
Научные интересы и основные результаты Эдуарда Алексеевича Гирша относятся к алгоритмам и теории сложности вычислений. Основные результаты Э. А. Гирша включают в себя новые алгоритмы для задачи выполнимости булевой формулы, экспоненциальные нижние оценки для полуалгебраических систем доказательств, конструкции оптимальных эвристических алгоритмов.
Алгоритм для задачи выполнимости k-КНФ (k-SAT), предложенный Э. А. Гиршем совместно с Е. Я. Данциным, A. Goerdt, R. Kannan, J. Kleinberg, C. Papadimitriou, P. Raghavan, U. Schoning в 2002 году, до сих пор является самым быстрым детерминированным алгоритмом для этой задачи .
В совместной работе Э. А. Гирша с Д. Ю. Григорьевым и Д. В. Пасечником была развита теория полуалгебраических систем доказательств — формальных систем, которые используются для доказательств тавтологий, которые основаны на представлении логических выражений при помощи полиномов. Для некоторых таких систем доказаны нижние и верхние оценки.
Совместно с Д. М. Ицыксоном разработал теорию эвристических акцепторов — принимающих алгоритмов, которым разрешено иногда ошибаться на некоторых входах. Такой подход позволяет описывать более широкий круг задач, чем традиционные безошибочные алгоритмы. Для эвристических акцепторов, решающих некоторую задачу, доказано безусловное существование оптимального алгоритма (поточечная оптимальность).

## Премии и награды
- Премия фонда «Династия» для молодых математиков[4]
- Приз за лучшую статью Европейской ассоциации по теоретической информатике (EATCS)[5]
- Призы на международных соревнованиях программ для решения задачи выполнимости булевых формул (2002—2003 гг — приз за самую маленькую нерешённую невыполнимую формулу, 2003 г — приз за лучшую программу в категории случайных формул)[6].